# Saint-Laurent-de-Condel
Saint-Laurent-de-Condel és un municipi francès situat al departament de Calvados i a la regió de Normandia. L'any 2007 tenia 515 habitants.

## Demografia

### Població
El 2007 la població de fet de Saint-Laurent-de-Condel era de 515 persones. Hi havia 180 famílies de les quals 24 eren unipersonals (12 homes vivint sols i 12 dones vivint soles), 60 parelles sense fills, 88 parelles amb fills i 8 famílies monoparentals amb fills.
La població ha evolucionat segons el següent gràfic:
Habitants censats

### Habitatges
El 2007 hi havia 198 habitatges, 182 eren l'habitatge principal de la família, 3 eren segones residències i 13 estaven desocupats. Tots els 197 habitatges eren cases. Dels 182 habitatges principals, 158 estaven ocupats pels seus propietaris, 22 estaven llogats i ocupats pels llogaters i 2 estaven cedits a títol gratuït; 1 tenia una cambra, 2 en tenien dues, 18 en tenien tres, 40 en tenien quatre i 121 en tenien cinc o més. 141 habitatges disposaven pel capbaix d'una plaça de pàrquing. A 71 habitatges hi havia un automòbil i a 104 n'hi havia dos o més.

### Piràmide de població
La piràmide de població per edats i sexe el 2009 era:
| Homes | Edats   | Dones |
| ----- | ------- | ----- |
| 0     | 95 o +  | 0     |
| 0     | 90 a 94 | 0     |
| 4     | 85 a 89 | 0     |
| 4     | 80 a 84 | 0     |
| 0     | 75 a 79 | 4     |
| 8     | 70 a 74 | 12    |
| 4     | 65 a 69 | 12    |
| 12    | 60 a 64 | 0     |
| 4     | 55 a 59 | 8     |
| 24    | 50 a 54 | 20    |
| 12    | 45 a 49 | 16    |
| 24    | 40 a 44 | 20    |
| 24    | 35 a 39 | 8     |
| 20    | 30 a 34 | 28    |
| 8     | 25 a 29 | 12    |
| 0     | 20 a 24 | 4     |
| 4     | 15 a 19 | 12    |
| 20    | 10 a 14 | 16    |
| 12    | 5 a 9   | 16    |
| 8     | 0 a 4   | 24    |

## Economia
El 2007 la població en edat de treballar era de 339 persones, 257 eren actives i 82 eren inactives. De les 257 persones actives 239 estaven ocupades (130 homes i 109 dones) i 18 estaven aturades (7 homes i 11 dones). De les 82 persones inactives 29 estaven jubilades, 35 estaven estudiant i 18 estaven classificades com a «altres inactius».

### Ingressos
El 2009 a Saint-Laurent-de-Condel hi havia 180 unitats fiscals que integraven 504 persones, la mediana anual d'ingressos fiscals per persona era de 20.655 €.

### Activitats econòmiques
Dels 19 establiments que hi havia el 2007, 1 era d'una empresa alimentària, 5 d'empreses de construcció, 5 d'empreses de comerç i reparació d'automòbils, 1 d'una empresa financera, 1 d'una empresa de serveis, 4 d'entitats de l'administració pública i 2 d'empreses classificades com a «altres activitats de serveis».
Dels 8 establiments de servei als particulars que hi havia el 2009, 1 era un taller de reparació d'automòbils i de material agrícola, 2 fusteries, 1 lampisteria, 2 electricistes i 2 perruqueries.
Dels 3 establiments comercials que hi havia el 2009, 1 era una botiga de més de 120 m², 1 una botiga de menys de 120 m² i 1 una fleca.
L'any 2000 a Saint-Laurent-de-Condel hi havia 7 explotacions agrícoles.

## Equipaments sanitaris i escolars
L'únic equipament sanitari que hi havia el 2009 era una farmàcia.
El 2009 hi havia una escola elemental integrada dins d'un grup escolar amb les comunes properes formant una escola dispersa.

## Poblacions més properes
El següent diagrama mostra les poblacions més properes.